# Ludwig Auerbach
Ludwig Wilhelm Auerbach (* 5. September 1840 in Pforzheim; † 22. Juli 1882 in Seelbach (Schutter)) war ein Kaufmann, Schmuckfabrikant und Dichter. Der Nachwelt ist er vor allem als Textautor des Volksliedes O Schwarzwald, o Heimat bekannt.

Ludwig Auerbach (Das Grabmal liegt an der östlichen Mauer auf dem Hauptfriedhof Pforzheim)

## Leben und Werk

### Kindheit und Jugend
Ludwig Auerbach war der Sohn des Pforzheimer Schmuckfabrikanten Ludwig Wilhelm Auerbach senior und seiner Frau Karoline, geb. Hirtzel.
Der junge Ludwig besuchte in Pforzheim die Volksschule und das Gymnasium und offenbarte schon früh ausgeprägtes literarisches Talent. Seine ältesten bekannten Gedichte schrieb er als Zwölfjähriger. Mit sechzehn Jahren verfasste er das romantisch-historische Versepos Bellrem von Weißenstein, das 1860 sogar als Buch gedruckt wurde. Dem Gymnasiasten wurde von Großherzog Friedrich I. sogar ein Stipendium angeboten. Der Vater Auerbach jedoch verbot seinem Sohn Abitur und Studium. Stattdessen trat Ludwig Auerbach 1861 nach dem Willen seines Vaters eine Ausbildung als Kaufmann in der elterlichen Firma an, um später als Nachfolger deren Leitung übernehmen zu können.

### Zeit als Schmuckfabrikant in Pforzheim
Mit dem Rückzug des Vaters in den Ruhestand 1867 wurde dieser Plan umgesetzt. Ludwig Auerbach übernahm gemeinsam mit seinem Schwager Georg Katz die gutgehende, nun als Auerbach & Katz firmierende Fabrik. In ihrer Blütezeit beschäftigte sie knapp hundert Arbeiter und produzierte vorwiegend für Abnehmer im Russischen Reich. Als wohlhabender Fabrikant ließ sich Auerbach eine repräsentative Villa bauen, unweit der Fabrik, aber auch günstig gelegen für Wanderungen in den von ihm geliebten Schwarzwald.

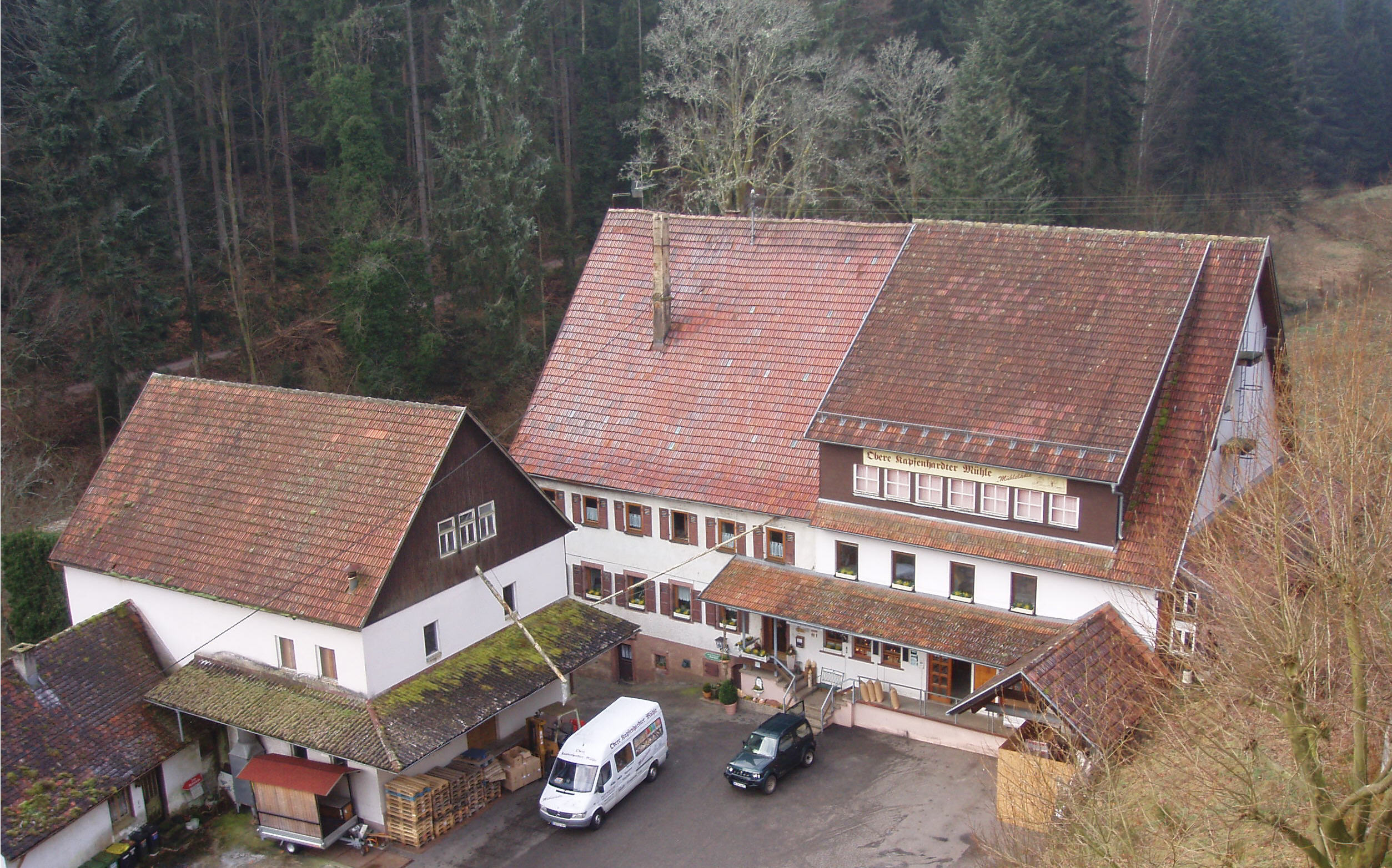
Teil der Oberen Kapfenhardter Mühle

Während all dieser Zeit hatte Ludwig Auerbach im Privaten weiter seine dichterische Tätigkeit gepflegt und Freundschaften zu anderen Literaten wie Ferdinand Freiligrath geknüpft, auch zu Wilhelm Ganzhorn hatte er Kontakt. Nach Berichten von Angehörigen dichtete er 1873 auf einer Wanderung ins Würmtal sein Schwarzwälder Heimatlied, das unter dem Titel O Schwarzwald, o Heimat mehrfach vertont und zu einem der beliebtesten Volkslieder seiner Zeit wurde. Die häufig zitierte Behauptung, Auerbach habe den Text von der dortigen Landschaft inspiriert in der Oberen Kapfenhardter Mühle bei Unterreichenbach verfasst, ist wahrscheinlich unzutreffend, auch wenn er sich dort ebenfalls oft und gern aufhielt.
Ludwig Auerbach wurde am 15. März 1869 in die Pforzheimer Freimaurerloge Reuchlin aufgenommen. Außerdem war er engagiertes Mitglied und teilweise Mitgründer in zahlreichen anderen Pforzheimer Vereinen und Organisationen, darunter des Turnvereins, des Arbeiterbildungsvereins und des Bürgerausschusses.
Die nach dem Deutsch-Französischen Krieg und der Reichsgründung durch französische Reparationszahlungen angeheizte Konjunktur in Deutschland brach ab 1873 zusammen, was auf die Pforzheimer Schmuckindustrie voll durchschlug. Auerbach senior war 1871 gestorben und erlebte nicht mehr mit, wie es selbst für die stark exportorientierte Firma Auerbach & Katz wirtschaftlich nun abwärtsging, was schließlich 1877 zum Konkurs führte.
Ludwig Auerbach stand nun vor dem wirtschaftlichen Ruin. In dieser Zeit erhielt er ein Angebot, Schriftleiter (in heutigen Begriffen: Chefredakteur) der Wiener Neuen Freien Presse, einer der führenden Zeitungen der Donaumonarchie, zu werden, doch Auerbach lehnte ab. Stattdessen zog er ein Angebot eines Dichterfreundes, des Lahrer Bankiers Friedrich Geßler, vor, der ihm die Leitung der Schutterfabrik im nahen Seelbach vermittelte. Es wird oft vermutet, dass Auerbachs große Zuneigung zum heimatlichen Schwarzwald den Ausschlag für diese Entscheidung gab.

### Übersiedlung nach Lahr und Seelbach und früher Tod
Nach einem großen Abschiedsfest in Pforzheim zog Auerbach mit seiner Familie zunächst in Geßlers Villa in Lahr ein. Im folgenden Jahr, 1878, zog Auerbach dann in ein als Wohnhaus hergerichtetes Nebengebäude der Seelbacher Fabrik, in die er den Rest seines Vermögens investierte. In seiner Lahrer und Seelbacher Zeit war Ludwig Auerbach regelmäßiger Gast in der Lahrer Freimaurerloge „Allvater zum freien Gedanken“, und auch in dieser Zeit verfasste er immer wieder neue Gedichte.
Die Schutterfabrik verarbeitete Stroh zu einem Grundstoff für die Papierherstellung und entließ dabei große Mengen giftigen und übelriechenden Abwassers in den Fluss Schutter, wodurch paradoxerweise der so naturliebende Auerbach einen Großteil der Talbevölkerung gegen sich aufbrachte. Wirtschaftlich erfolgreich war die Fabrik auf Dauer jedoch nicht, denn das neu erfundene Verfahren, Holz zu Zellulose zu verarbeiten, setzte sie bald immer stärker unter Druck. In dieser Situation, in der sich ein zweiter Konkurs bereits abzeichnete, erlitt Auerbach auf einer Geschäftsreise einen Herzinfarkt, an dessen Folgen er zurück in Seelbach wenig später starb.
Ludwig Auerbach wurde nicht ganz 42 Jahre alt. Er wurde unter großer Anteilnahme der Bevölkerung auf dem Pforzheimer Hauptfriedhof bestattet, wo sein Grab noch heute erhalten ist. Lahrer Freunde stifteten ihm 1884 einen denkmalartigen Grabstein, auf dem eine Bronzeplakette Auerbachs Büste im Profil zeigt. Die Lahrer Freunde Geßler und Scherenberg sorgten auch 1889 für die posthume Veröffentlichung der Gedichtsammlung Aus dem Schwarzwald.
Auerbachs Frau Rosa und seine minderjährigen Kinder Rudolf und Hedwig blieben nach Ludwigs Tod in einer finanziell schwierigen Situation zurück. Die Witwe führte die Fabrik in Seelbach noch kurze Zeit weiter, kehrte dann aber mit den Kindern nach Pforzheim zurück.

## Denkmäler

Ludwig-Auerbach-Gedenkstein, Pforzheim

Ein Gedenkstein für Ludwig Auerbach steht in Pforzheim wenige Meter oberhalb des Gasthauses „Kupferhammer“ am Zusammenfluss von Würm und Nagold. In unmittelbarer Nähe befindet sich der Ausgangspunkt für die drei großen Schwarzwaldhöhenwege, den West-, Mittel- und Ostweg.
Bei Seelbach befindet sich ein weiterer Gedenkstein für Ludwig Auerbach.

## Literarische Bedeutung
Ludwig Auerbachs Werk ist heute, abgesehen vom Liedtext O Schwarzwald, o Heimat, weitgehend vergessen. Zu Lebzeiten veröffentlichte er nach dem Bellrem nur noch einzelne Gedichte in Zeitschriften oder Gedichtsammlungen, zumal er die Poesie stets nur als Liebhaberei neben seiner unternehmerischen Tätigkeit betrieb. Sein Werk war vorwiegend geprägt von Themen der Heimatdichtung und Naturbetrachtung, daneben aber auch bereits von frühen Jugendwerken an von Melancholie, Todesahnung und Todessehnsucht.
Ludwig Auerbach wurde häufig mit seinem als Schriftsteller erfolgreicheren Zeitgenossen Berthold Auerbach, der ebenfalls aus der Umgebung des Schwarzwaldes stammte, verwechselt.